# Норт-Корнволл Тауншип (Пенсільванія)
Норт-Корнволл Тауншип (англ. North Cornwall Township) — селище (англ. township) в США, в окрузі Лебанон штату Пенсільванія. Населення — 8489 осіб (2020).

## Демографія
Згідно з переписом 2010 року, у селищі мешкали 7553 особи в 2908 домогосподарствах у складі 2036 родин. Було 3082 помешкання
Расовий склад населення:
| - 87,3 % — білих - 4,1 % — чорних або афроамериканців - 2,8 % — азіатів - 0,2 % — корінних американців - 3,4 % — осіб інших рас |

До двох чи більше рас належало 2,2 %. Частка іспаномовних становила 10,9 % від усіх жителів.
За віковим діапазоном населення розподілялося таким чином: 24,8 % — особи молодші 18 років, 57,5 % — особи у віці 18—64 років, 17,7 % — особи у віці 65 років та старші. Медіана віку мешканця становила 41,3 року. На 100 осіб жіночої статі у селищі припадало 92,1 чоловіків;  на 100 жінок у віці від 18 років та старших — 89,7 чоловіків також старших 18 років.
Середній дохід на одне домашнє господарство  становив 81 105 доларів США (медіана — 61 275), а середній дохід на одну сім'ю — 91 012 долари (медіана — 67 083). Медіана доходів становила 54 968 доларів для чоловіків та 41 014 долари для жінок. За межею бідності перебувало 12,2 % осіб, у тому числі 20,1 % дітей у віці до 18 років та 8,0 % осіб у віці 65 років та старших.
Цивільне працевлаштоване населення становило 3613 осіб. Основні галузі зайнятості: освіта, охорона здоров'я та соціальна допомога — 24,9 %, виробництво — 18,2 %, науковці, спеціалісти, менеджери — 10,1 %, роздрібна торгівля — 9,4 %.